# UEFA-Champions-League-Finale 2022
Das UEFA-Champions-League-Finale 2022 zwischen Real Madrid und dem FC Liverpool war die Endspiel-Begegnung der Champions-League-Saison 2021/22. Sie fand am 28. Mai 2022 im Stade de France in Saint-Denis statt. Real Madrid setzte sich 1:0 durch; das entscheidende Tor erzielte Vinicius Junior in der 59. Minute. 
Im Vorfeld des Spiels kam es beim Einlass ins Stadion zu chaotischen Szenen mit über 200 Verletzten, das Spiel wurde 36 Minuten verspätet angepfiffen. Die zuständigen Polizeibehörden, sowie die UEFA, wurden im Nachhinein stark kritisiert und für die Eskalation verantwortlich gemacht. Der Pariser Polizeipräfekt trat daraufhin von seinem Posten zurück.

## Der Weg ins Finale
Anmerkung: Die Ergebnisse werden jeweils aus Sicht der Finalisten angegeben.
| Pl. | Verein          | Sp. | S | U | N | Tore    | Diff. | Punkte |
| --- | --------------- | --- | - | - | - | ------- | ----- | ------ |
| 1.  | FC Liverpool    | 6   | 6 | 0 | 0 | 017:600 | +11   | 18     |
| 2.  | Atlético Madrid | 6   | 2 | 1 | 3 | 007:800 | −1    | 07     |
| 3.  | FC Porto        | 6   | 1 | 2 | 3 | 004:110 | −7    | 05     |
| 4.  | AC Mailand      | 6   | 1 | 1 | 4 | 006:900 | −3    | 04     |

| Pl. | Verein           | Sp. | S | U | N | Tore    | Diff. | Punkte |
| --- | ---------------- | --- | - | - | - | ------- | ----- | ------ |
| 1.  | Real Madrid      | 6   | 5 | 0 | 1 | 014:300 | +11   | 15     |
| 2.  | Inter Mailand    | 6   | 3 | 1 | 2 | 008:500 | +3    | 10     |
| 3.  | Sheriff Tiraspol | 6   | 2 | 1 | 3 | 007:110 | −4    | 07     |
| 4.  | Schachtar Donezk | 6   | 0 | 2 | 4 | 002:120 | −10   | 02     |

## Spieldaten
| FC Liverpool                                           | FC Liverpool | Real Madrid | Real Madrid | Aufstellung                                |
| ------------------------------------------------------ | --- | --- | ----------- | ------------------------------------------ |
| FC Liverpool                                           | \| 28. Mai 2022 um 21:36[3] in Saint-Denis (Stade de France) \| \| Ergebnis: 0:1 (0:0) \| \| Zuschauer: 75.000 \| \| Schiedsrichter: Clément Turpin ( Frankreich) 1 \| \| Spielbericht \|                                                                        | \| 28. Mai 2022 um 21:36[3] in Saint-Denis (Stade de France) \| \| Ergebnis: 0:1 (0:0) \| \| Zuschauer: 75.000 \| \| Schiedsrichter: Clément Turpin ( Frankreich) 1 \| \| Spielbericht \|                                                                               | Real Madrid | Aufstellung FC Liverpool gegen Real Madrid |
| FC Liverpool                                           | Alisson – Trent Alexander-Arnold, Ibrahima Konaté, Virgil van Dijk, Andrew Robertson – Jordan Henderson (77. Naby Keïta), Fabinho, Thiago (77. Roberto Firmino) – Mohamed Salah, Sadio Mané, Luis Díaz (65. Diogo Jota) Cheftrainer: Jürgen Klopp ( Deutschland) | Thibaut Courtois – Dani Carvajal, Éder Militão, David Alaba, Ferland Mendy – Luka Modrić (90. Dani Ceballos), Casemiro, Toni Kroos, Federico Valverde (86. Eduardo Camavinga), Karim Benzema , Vinícius Júnior (90.+3' Rodrygo) Cheftrainer: Carlo Ancelotti ( Italien) | Real Madrid | Aufstellung FC Liverpool gegen Real Madrid |
| FC Liverpool                                           | 0:1 Vinícius Júnior (59.) | | Real Madrid | Aufstellung FC Liverpool gegen Real Madrid |
| FC Liverpool                                           | Fabinho (62.) | | Real Madrid | Aufstellung FC Liverpool gegen Real Madrid |
| FC Liverpool                                           | Spieler des Spiels: Thibaut Courtois (Real Madrid) | | Real Madrid | Aufstellung FC Liverpool gegen Real Madrid |
| 28. Mai 2022 um 21:36 in Saint-Denis (Stade de France) | | |             |                                            |
| Ergebnis: 0:1 (0:0)                                    | | |             |                                            |
| Zuschauer: 75.000                                      | | |             |                                            |
| Schiedsrichter: Clément Turpin ( Frankreich) 1         | | |             |                                            |
| Spielbericht                                           | | |             |                                            |

## Chaotische Szenen beim Einlass und Kritik an der Polizei
Im Vorfeld des Spiels kam es zu tumultartigen Szenen beim Einlass. Laut den Behörden versuchten zahlreiche Fans über Absperrungen ins Stadion zu gelangen. Viele hätten keine oder gefälschte Tickets gehabt, was sich später als Falschbehauptung herausstellte. Zudem verbreitete sich über soziale Netzwerke und andere Medien die Nachricht, dass Zugänge kurzfristig geschlossen würden. Vor den Eingangstoren drängten sich tausende Menschen auf engstem Raum, die Situation drohte zu einer Massenpanik zu eskalieren. Das Sicherheitspersonal war teils überfordert, die Polizei setzte Tränengas ein. Es gab 238 Verletzte und 105 Festnahmen. Zudem gab es Probleme bei der Anreise mit dem Regionalzug. Die UEFA wurde im Nachhinein für mangelnde Organisation stark kritisiert, auch der Polizei wurde ein zu hartes Vorgehen vorgeworfen. Das Finale wurde aufgrund dieser Vorfälle 36 Minuten verspätet angepfiffen.
Mitte Juli 2022 kritisierte der französische Senat nach einer Untersuchung die zuständigen Behörden stark. Nicht die Fans, sondern die Polizeipräfektur sei für das Chaos verantwortlich gewesen, urteilte der Senat. Hart ins Gericht ging der Senat auch mit Innenminister Gérald Darmanin. Der Pariser Polizeipräfekt Didier Lallemen, der bereits in den Jahren zuvor vermehrt wegen Polizeigewalt in Kritik geraten war, wurde daraufhin von seinem Posten abberufen.
Im Februar 2023 entschuldigte sich die UEFA bei den Fans und kam nach einer Untersuchung zu dem Urteil, dass die Polizei übertrieben hart eingegriffen habe, etwa durch den Einsatz von Tränengas und Pfefferspray. Die Zuschauer wären zu Unrecht für die Ausschreitungen verantwortlich gemacht worden. Als möglicher Grund für die fehlerhafte Vorbereitung auf das Finale wurde die kurzfristige Verschiebung des Spiels nach Paris genannt, das eigentlich in Sankt Petersburg hätte stattfinden sollen (siehe unten).

## Besonderheiten
- Das Finale sollte ursprünglich in der Gazprom-Arena in Sankt Petersburg stattfinden. Aufgrund des russischen Überfalls auf die Ukraine im Februar 2022 entzog die UEFA Russland am 25. Februar 2022 die Austragung und legte stattdessen Saint-Denis bei Paris mit dem Stade de France als Austragungsort fest.[13]
- Das Finale war eine Neuauflage des Champions-League-Finales 2018. Damals gewann Real Madrid mit 3:1. Im Endspiel des Europapokals der Landesmeister 1980/81 waren die beiden Teams ebenfalls aufeinander getroffen, Liverpool setzte sich da mit 1:0 durch.
- Acht Spieler gewannen den fünften Champions-League-Titel mit Real: Gareth Bale, Karim Benzema, Dani Carvajal, Casemiro, Isco, Marcelo, Luka Modrić und Nacho. Toni Kroos gewann ebenfalls seinen fünften Titel, einen davon 2013 mit dem FC Bayern München.
- Carlo Ancelotti gewann seinen vierten Champions-League-Titel als Trainer (zwei Titel mit Real, zwei mit dem AC Mailand) und avancierte damit zum erfolgreichsten Trainer in der Historie des Wettbewerbs.